# 1913 no futebol
A seguir, são apresentados os eventos de futebol do ano 1913 em todo o mundo.

## Clubes fundados no ano
- 13 de janeiro: Nacional ( Brasil).
- 26 de janeiro: Louviéroise ( Bélgica).
- 23 de fevereiro: Racing de Santander ( Espanha).
- 15 de março: Defensor Sporting ( Uruguai).
- 25 de março: SF Katernberg ( Alemanha).
- 11 de junho: Grêmio Santanense ( Brasil).
- 29 de junho: Juventude ( Brasil).
- 13 de julho: BC Hartha ( Alemanha).
- 29 de julho: Vålerenga ( Noruega).
- 31 de agosto: PSV ( Países Baixos).[1]
- 7 de setembro: CSA ( Brasil).
- 14 de setembro: São Bento ( Brasil).
- 5 de outubro: Internacional de Limeira ( Brasil).
- 12 de outubro: 
  - Bonsucesso ( Brasil).
  - Club Atlético Talleres ( Argentina).
- 1 de novembro: União da Madeira ( Portugal).
- 14 de novembro: Independiente Medellín ( Colômbia).
- 15 de novembro: XV de Piracicaba ( Brasil).

## Campeões nacionais
- Alemanha - Leipzig
- Argentina - Racing e Estudiantes
- Áustria - Rapid Viena
- Bélgica - Union
- Croácia - HAŠK
- Dinamarca - Kjøbenhavns Boldklub
- Escócia - Rangers F.C.
- Espanha - FC Barcelona
- Estados Unidos - West Hudson
- Hungria - Ferencvárosi TC
- Inglaterra - Sunderland
- Irlanda - Glentoran
- Islândia - KR
- Itália - Pro Vercelli
- Malta - Floriana F.C.
- México - Club de Fútbol México
- Países Baixos - Sparta Rotterdam
- Paraguai - Club Cerro Porteño
- Portugal - Benfica
- Roménia - Colentina București
- Suécia - IFK Göteborg
- Suíça  - Lausanne Sports
- Uruguai - River Plate FC

## Campeões de copas nacionais
- Escócia - Falkirk
- Espanha - Racing de Irún
- Hungria - Ferencvárosi TC
- Inglaterra - Aston Villa F.C.
- Noruega - Odd Grenland
- País de Gales - Swansea City

## Campeões regionais (Brasil)
- Bahia - Fluminense de Salvador
- Pará - Clube do Remo
- Pernambuco - América
- Rio de Janeiro - America
- São Paulo - Paulistano e Americano